# Phalacrocorax perspicillatus
Il cormorano di Pallas (Phalacrocorax perspicillatus Pallas, 1811), conosciuto anche sotto i nomi di cormorano gigante o cormorano dagli occhiali è un uccello della famiglia Phalacrocoracidae, estintosi nel 1870. A meno di cento anni dalla scoperta, esso fu completamente sterminato. La sua «esistenza» fu così breve che un solo naturalista riuscì ad osservarlo, vivendo sulla minuscola isola di Bering, che costituiva la sua unica area di diffusione. Di questa specie esiste complessivamente, soltanto una scarsa decina di esemplari impagliati, nei musei di Dresda, Helsinki, Leida, Londra e San Pietroburgo.
Viene ritenuta la più grande specie di cormorani vissuti sulla Terra.

## Descrizione
Il cormorano di Pallas somiglia in tutto alle altre specie di cormorani esistenti, tranne nel fatto che la sua taglia è molto più grande. Secondo Steller, pesava da 6 a 7 kg e la sua taglia era uguale a quella di un'oca. Il piumaggio è completamente nero, con riflessi metallici verdi, salvo sui fianchi, dove presenta due macchie bianche sottoalari. La testa e la nuca sono ornate di lunghe e soffici piume, formanti un ciuffo. La base del becco, nuda, è rossastra. La femmina, di taglia più ridotta, è sprovvista di ciuffo e non ha «occhiali» bianchi.

## Scoperta

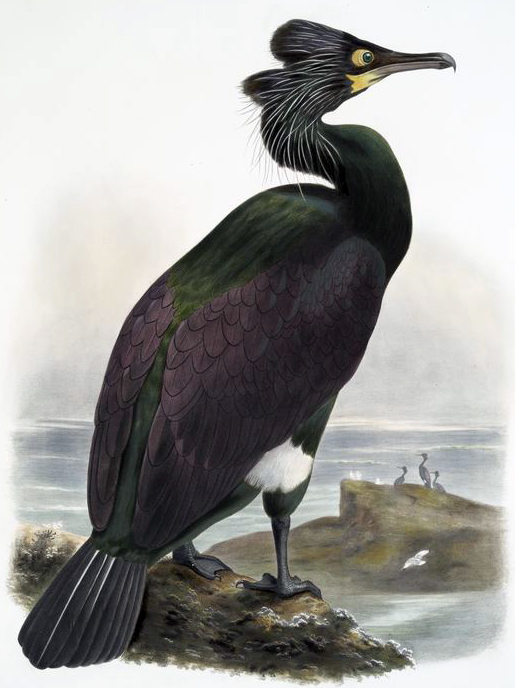
Vecchia raffigurazione di un cormorano di Pallas.

Nel 1741, nel corso della memorabile spedizione del navigatore danese Vitus Bering, una delle sue navi, la Saint-Pierre, fu vittima di una avaria, andò alla deriva e si arenò sulla costa rocciosa di una piccola isola deserta, nota in seguito con il nome di isola di Bering. Lo sfortunato esploratore doveva morirvi di scorbuto il 19 dicembre 1741. Mettendo piede sull'isola, Steller, che era l'assistente scientifico di Bering, notò di primo acchito delle colonie di uccelli sconosciuti. Egli osservò accuratamente le caratteristiche di questi grandi cormorani, che nessuno aveva visto altrove. Il cormorano di Pallas non esisteva se non sull'isola di Bering, la maggiore tra le isole del Commodoro, all'estremità occidentale dell'arcipelago delle Aleutine. Questa piccola isola subartica, dal clima piovosissimo ed inospitale, misura 35 km di lunghezza e 18 di larghezza. È da supporre che questo uccello, un tempo, sia vissuto su altre isole delle Aleutine, dove sarebbe stato annientato da cataclismi vulcanici. Fu lo zoologo russo Pallas a pubblicare, nel 1811, la prima descrizione scientifica del cormorano di Pallas, basandosi sugli appunti manoscritti di Steller.

## Estinzione
Ancora numerosi quando Steller sbarcò sull'isola, in meno di cento anni questi cormorani scomparvero. Fra il 1840 e il 1850, il governatore regionale russo Kupriyanov, che era un appassionato cacciatore, si recò a parecchie riprese nell'isola di Bering, dove raccolse alcuni cormorani, già rari in quel tempo. Tutti gli esemplari conservati nei musei furono raccolti da lui. Ne donò uno al capitano Belcher, della Sulphur, che a sua volta ne fece dono al British Museum, ed altri ne inviò a San Pietroburgo, da dove uno andò a finire a Leida.
Quando, nel 1826, la Compagnia russo-statunitense delle pellicce stabilì un campo a Bering, essa importò manodopera aleutina. Quei cacciatori di pellicce dovettero cibarsi della carne dei cormorani di Pallas, che trovarono succulenta, al contrario di quella di altre specie di cormorani, assolutamente immangiabile. Già era stato riferito da Steller che l'equipaggio di Vitus Bering teneva in gran conto questi cormorani. In seguito, i cacciatori di foche e di lontre di mare, che vivevano temporaneamente nell'isola, abbatterono pure questi uccelli, inermi e persino sprovvisti dell'istinto di fuga, a colpi di randello. Giova qui ricordare che all'arrivo di Bering, l'isola contava una rilevante popolazione di volpi polari e di lontre di mare. Può quindi darsi che questi carnivori abbiano pure contribuito a decimare questi indifesi volatili.

## Biologia
Nulla si sa circa la riproduzione del cormorano di Pallas. L'ornitologo americano Stejneger, che soggiornò a lungo nell'isola di Bering, pensò che questo uccello, probabilmente, nidificasse sugli isolotti rocciosi nelle immediate vicinanze di Bering, e non sull'isola stessa. Quanto alle abitudini del cormorano di Pallas, si sa solo che era un uccello lento, facile da catturare e che si nutriva di pesci. Steller, che fu l'unico naturalista al mondo ad osservare questa specie, non dice gran che di più, a questo proposito. Non si sa nemmeno se questo cormorano fosse inadatto al volo o se riuscisse ad alzarsi in volo, nonostante le sue ali ridotte.